# Strongylaspis antonkozlovi
Strongylaspis antonkozlovi es una especie de escarabajo longicornio del género Strongylaspis, categorizada en la tribu Macrotomini, de la subfamilia Prioninae. Fue descrita por Galileo y Santos-Silva en 2018.
El período de actividad en ejemplares adultos se presenta regularmente en el mes de junio. Existen ejemplares de la especie en colecciones privadas rusas.

## Descripción
Mide 27-32,2 mm de longitud.

## Distribución
Se distribuye por América Central: Honduras.